# MBC가요베스트
《MBC가요베스트》는 문화방송의 지역 단위 네트워크국 14개사에서 공동으로 제작하는 음악 프로그램이다.

## 진행자
| 대수 | 진행자 | 진행 기간                         |
| ---- | ------ | --------------------------------- |
| 1대  | 김승현 | 2006년 5월 14일 ~ 2018년 1월 28일 |
| 2대  | 조영구 | 2018년 3월 11일 ~ 현재            |

참고사항
- 남자 MC가 녹화에 참여하지 못할 경우 아나운서와 출연 가수가 대신 진행을 맡는다.
- 여자 MC는 고정이 아니기 때문에 1~3주마다 바뀌며, 아나운서와 출연 가수가 진행을 맡는다.

## 지역 단위 계열사 방송 안내
※ 문화방송(프로그램 제작국), 춘천문화방송, 원주문화방송, MBC강원영동, MBC충북, 전주문화방송, 목포문화방송, 여수문화방송, 대구문화방송, 포항문화방송, 울산문화방송, MBC경남, 제주문화방송, 안동문화방송 등은 제작에 불참하여 시청이 불가능하다. 다만 MBC NET으로는 전 지역에서 시청이 가능하다.
| 방송 채널  | 방송 시간                           |
| ---------- | ----------------------------------- |
| 대전MBC TV | 매주 일요일 낮 12시 10분 ~ 1시 15분 |
| 광주MBC TV | 매주 일요일 낮 12시 10분 ~ 1시 15분 |
| MBC NET    | 매주 목요일 오전 10시 ~ 11시        |

## 방송 일정
전국 각 지역별로 방송 일정이 유동적으로 다를 수 있다.

### 2015년
| 회차  | 방송일    | 부제                                                   | MC              |
| ----- | --------- | ------------------------------------------------------ | --------------- |
| 432회 | 5월 3일   | 포항-서울 KTX 개통기념 시민화합한마당                  | 김승현 홍진영   |
| 433회 | 5월 10일  | 포항-서울 KTX 개통기념 시민화합한마당                  | 김승현 홍진영   |
| 434회 | 5월 17일  | 가정의 달 孝 잔치                                      | 김승현 이은지   |
| 435회 | 5월 24일  | 가정의 달 孝 잔치                                      | 김승현 이은지   |
| 436회 | 5월 31일  | 혁신도시 이전 및 공공기관 직원 및 가족을 위한 창사특집 | 김승현 김연경   |
| 437회 | 6월 7일   | 혁신도시 이전 및 공공기관 직원 및 가족을 위한 창사특집 | 김승현 김연경   |
| 438회 | 6월 14일  | 제1회 중마동민의 날                                    | 김승현 한영     |
| 439회 | 6월 21일  | 제1회 중마동민의 날                                    | 김승현 한영     |
| 440회 | 7월 26일  | 전라남도 여수시                                        | 김승현 최한아름 |
| 441회 | 8월 2일   | 전라남도 여수시                                        | 김승현 최한아름 |
| 442회 | 8월 9일   | 2015 USF 울산 서머페스티벌                             | 김승현 김연경   |
| 443회 | 8월 16일  | 2015 USF 울산 서머페스티벌                             | 김승현 김연경   |
| 444회 | 8월 23일  | 제13회 전남 농업경영인대회 특집                        | 김승현 정다희   |
| 445회 | 8월 30일  | 제13회 전남 농업경영인대회 특집                        | 김승현 정다희   |
| 446회 | 9월 6일   | 제22회 강원도농촌지도자대회 개최기념 특집              | 김승현 에이지아 |
| 447회 | 9월 13일  | 제22회 강원도농촌지도자대회 개최기념 특집              | 김승현 에이지아 |
| 448회 | 9월 20일  | 부산시민과 함께하는 BIFC 음악회 특집                   | 김승현 이지희   |
| 449회 | 9월 27일  | 부산시민과 함께하는 BIFC 음악회 특집                   | 김승현 이지희   |
| 450회 | 10월 4일  | 제15회 갓바위 소원성취축제 : 갓바위 음악회 특집        | 김승현 박규리   |
| 451회 | 10월 11일 | 제15회 갓바위 소원성취축제 : 갓바위 음악회 특집        | 김승현 박규리   |
| 452회 | 10월 18일 | 제39회 소가야문화제 및 제45회 군민체육대회 특집        | 김승현 소유미   |
| 453회 | 10월 25일 | 제39회 소가야문화제 및 제45회 군민체육대회 특집        | 김승현 소유미   |
| 454회 | 11월 1일  | 2015 목포 난영가요제 특집                              | 김승현 박윤미   |
| 455회 | 11월 8일  | 2015 목포 난영가요제 특집                              | 김승현 박윤미   |
| 456회 | 11월 15일 | 제38회 노산문화제 및 제33회 군민의 날 특집             | 김승현 연지후   |
| 457회 | 11월 22일 | 제38회 노산문화제 및 제33회 군민의 날 특집             | 김승현 연지후   |
| 458회 | 11월 29일 | 2015 의성 가을빛고운대축제 특집                        | 김승현 에이지아 |
| 459회 | 12월 6일  | 2015 의성 가을빛고운대축제 특집                        | 김승현 에이지아 |
| 460회 | 12월 13일 | 복군 20주년 기념 제13회 차성문화제 특집                | 김승현 안소영   |
| 461회 | 12월 20일 | MBC가요베스트 대제전                                   | 김승현 홍진영   |
| 462회 | 12월 27일 | MBC가요베스트 대제전                                   | 김승현 홍진영   |

### 2016년
| 회차  | 방송일    | 부제                                          | MC                   |
| ----- | --------- | --------------------------------------------- | -------------------- |
| 463회 | 1월 3일   | 제13회 영천한약사과축제 특집                  | 김승현 박규리        |
| 464회 | 1월 10일  | 제13회 영천한약사과축제 특집                  | 김승현 박규리        |
| 465회 | 1월 17일  | 2015 대천항 수산물축제 특집                   | 김승현 조정민        |
| 466회 | 1월 24일  | 2015 대천항 수산물축제 특집                   | 김승현 조정민        |
| 467회 | 1월 31일  | 2016 울산 간절곶 해맞이축제 특집              | 김승현 조은새        |
| 468회 | 2월 7일   | 2016 울산 간절곶 해맞이축제 특집              | 김승현 안소미        |
| 469회 | 2월 14일  | 강원도 영월군 편                              | 김승현 연지후        |
| 470회 | 2월 21일  | 강원도 영월군 편                              | 김승현 연지후        |
| 471회 | 2월 28일  | 힘내라 거제 조선 : 경상남도 거제시 편         | 박구윤 조은새        |
| 472회 | 3월 6일   | 힘내라 거제 조선 : 경상남도 거제시 편         | 박구윤 조은새        |
| 473회 | 3월 13일  | 2016 삼척 정월대보름제 개막 축하공연 특집     | 김승현 에이지아      |
| 474회 | 3월 20일  | 2016 삼척 정월대보름제 개막 축하공연 특집     | 김승현 에이지아      |
| 475회 | 3월 27일  | 3·1절 기념 경상남도 양산시 승격 20주년 특집   | 김승현 안소미        |
| 476회 | 4월 3일   | 3·1절 기념 경상남도 양산시 승격 20주년 특집   | 김승현 안소미        |
| 477회 | 4월 17일  | 제19회 광양매화축제 특집                      | 김승현 최한아름      |
| 478회 | 4월 24일  | 제19회 광양매화축제 특집                      | 김승현 최한아름      |
| 479회 | 5월 1일   | 제19회 영덕대게축제 특집                      | 김승현 김가영        |
| 480회 | 5월 8일   | 제19회 영덕대게축제 특집                      | 김승현 김가영        |
| 481회 | 5월 15일  | 동해시 개청 36주년 기념                       | 김승현 에이지아      |
| 482회 | 5월 22일  | 동해시 개청 36주년 기념                       | 김승현 에이지아      |
| 483회 | 5월 29일  | 2016 양산 웅상회야제 특집                     | 김승현 안소영        |
| 484회 | 6월 5일   | 2016 양산 웅상회야제 특집                     | 김승현 안소영        |
| 485회 | 6월 12일  | 제12회 영양산나물축제 특집                    | 김승현 정해진        |
| 486회 | 6월 19일  | 제12회 영양산나물축제 특집                    | 김승현 정해진        |
| 487회 | 6월 26일  | 2016 내 고장 사랑 대축제 특집                 | 김승현 박규리        |
| 488회 | 7월 3일   | 2016 내 고장 사랑 대축제 특집                 | 김승현 박규리        |
| 489회 | 7월 10일  | 이난영 탄생 100주년 기념 2016 난영가요제 특집 | 김승현 이지선        |
| 490회 | 7월 17일  | 이난영 탄생 100주년 기념 2016 난영가요제 특집 | 김승현 이지선        |
| 491회 | 7월 24일  | 충주메가폴리스 산업단지 성공기원 특집         | 김승현 조정민        |
| 492회 | 7월 31일  | 충주메가폴리스 산업단지 성공기원 특집         | 김승현 조정민        |
| 493회 | 8월 7일   | 하이원리조트와 함께하는 2016 삼척해변 특집    | 김승현 손정민        |
| 494회 | 8월 14일  | 하이원리조트와 함께하는 2016 삼척해변 특집    | 김승현 손정민        |
| 495회 | 8월 21일  | 하이원리조트와 함께하는 2016 삼척해변 특집    | 김승현 손정민        |
| 496회 | 8월 28일  | 제15회 한국농업경영인 전국대회 특집           | 김승현 최한아름      |
| 497회 | 9월 4일   | 제15회 한국농업경영인 전국대회 특집           | 김승현 최한아름      |
| 498회 | 9월 11일  | 2016 청주세계무예마스터십 성공기원 특집       | 김승현 정해진        |
| 499회 | 9월 18일  | 2016 청주세계무예마스터십 성공기원 특집       | 김승현 정해진        |
| 500회 | 9월 25일  | 500회 특집                                    | 김승현 조은새 조정민 |
| 501회 | 10월 9일  | 500회 특집                                    | 김승현 조은새 조정민 |
| 502회 | 10월 16일 | 울산 광역시 편                                | 김승현 조정민        |
| 503회 | 10월 23일 | 울산 광역시 편                                | 김승현 조정민        |
| 504회 | 10월 30일 | 제62회 부여 백제문화제 특집                   | 김승현 연지후        |
| 505회 | 11월 6일  | 제62회 부여 백제문화제 특집                   | 김승현 연지후        |
| 506회 | 11월 13일 | 기장 편                                       | 김승현 정해진        |
| 507회 | 11월 20일 | 기장 편                                       | 김승현 정해진        |
| 508회 | 11월 27일 | 영천 편                                       | 김승현 박규리        |
| 509회 | 12월 4일  | 영천 편                                       | 김승현 박규리        |
| 510회 | 12월 11일 | 광주 편                                       | 김승현 정다희        |
| 511회 | 12월 18일 | 광주 편                                       | 김승현 정다희        |
| 512회 | 12월 25일 | MBC가요베스트 대제전                          | 김승현 노현희        |

### 2017년
- 2017.01.01. 514(의성 1부) / 김승현, 정해진 / 오로라, 류기진, 문연주, 이동준, 정해진, 우연이, 강민, 윤수현, 정정아, 이애란, 박현빈
- 2017.01.08. 515회(의성 2부) / 김승현, 정해진 / 금잔디, 더나은, 임채무, 조은새, 박태일, 김용임, 박구윤, 김혜연, 박상철
- 2017.01.15. 516회(평창 1부) / 김승현, 조은새 / 박구윤, 오로라, 박윤경, 정정아, 안계범, 유민지, 박일준, 유가영, 이용
- 2017.01.22. 517회(평창 2부) / 김승현, 조은새 / 문연주, 진해성, 강민, 조은새, 장민호, 박주희, 양용모, 조정민, 김상희
- 2017.01.29. 518회(진주 1부) / 현진우, 조정민 / 현숙, 유현상, 소명, 김수련, 최서희, 소유찬, 김수찬, 조정민, 현철
- 2017.02.05. 519회(진주 2부) / 현진우, 조정민 / 더 코러스 #, 최진희, 강민, 류기진, 현진우, 장미, 레이디 티, 유초롱, 배일호, 조항조
- 2017.02.12. 520회(청도 1부) / 김승현, 박규리 / 진미령, 김기하, 조은새, 소명, 박규리, 박주희, 박구윤, 주미, 희재, 현철
- 2017.02.19. 521회(청도 2부) / 김승현, 박규리 / 신유, 문연주, 윤태규, 진성, 장미, 김양, 추가열, 금잔디, 박현빈
- 2017.02.26. 522회(화순 1부) / 김승현, 정다희 / 최유나, 강민, 최예진, 류청우, 안다미, 양용모, 이순정, 최서희, 류원정, 박현빈
- 2017.03.05. 523회(화순 2부) / 김승현, 정다희 / 김연자, 한수영, 김양, 신유, 차성연, 조은새, 조승구, 송대관
- 2017.03.12. 524회(영암 1부) / 김승현, 이지선 / 김용임, 조승구, 문연주, 현진우, 강진, 민지, 소명, 서정아, 진해성, 박현빈
- 2017.03.19. 525회(영암 2부) / 김승현, 이지선 / 조항조, 신수아, 강민, 최진희, 조은새, 신유, 조아영, 서지오, 송대관
- 2017.03.26. 526회(충주 1부) / 김승현, 조정민 / 한혜진, 류기진, 조은새, 김용임, 이병철, 추가열, 연지후, 조항조
- 2017.04.02. 527회(충주 2부) / 김승현, 조정민 / 최진희, 소명, 문연주, 조정민, 진해성, 권선국, 강민, 한수영, 신유
- 2017.04.09. 528회(삼척 1부) / 김승현, 노현희 / 송대관, 문연주, 조경수, 홍실, 이순정, 신유, 장미, 조아영, 조항조
- 2017.04.16. 529회(삼척 2부) / 김승현, 노현희 / 오승근, 김혜연, 조영구, 조정민, 권민정, 현진우, 노현희, 장은숙, 박상철
- 2017.04.23. 530회(영월 1부) / 김승현, 조은새 / 현숙, 김수찬, 정수빈, 이상번, 안계범, 김용임, 정삼, 김다나, 조항조
- 2017.04.30. 531회(영월 2부) / 김승현, 조은새 / 배일호, 한수영, 정해진, 조승구, 조은새, 서지오, 양용모, 지원이, 장민호, 강진
- 2017.05.07. 532회(정선 1부) / 김승현, 노현희 / 현숙, 박구윤, 최서희, 수네, 진성, 문연주, 현철
- 2017.05.14. 533회(정선 2부) / 김승현, 노현희 / 강진, 권민정, 김양, 진해성, 박일준, 노현희, 나미애, 박상철
- 2017.05.21. 534회(영덕 1부) / 김승현, 서인아 / 현숙, 성진우, 정수빈, 조승구, 이마음, 진해성, 한서경, 박구윤, 서인아, 박상철
- 2017.05.28. 535회(영덕 2부) / 김승현, 서인아 / 소명, 서지오, 안다미, 박일준, 진주비, 정해진, 신유, 명진, 조은새, 태진아
- 2017.06.04. 536회(통영 1부) / 김승현, 조정민 / 신유, 조항조, 임수정, 소유찬, 배일호, 조정민, 소명, 현숙
- 2017.06.11. 537회(통영 2부) / 김승현, 조정민 / 박상철, 강민, 우연이, 김수찬, 서지오, 성진우, 지원이, 태진아
- 2017.06.18. 538회(여수 1부) / 김승현, 최한아름 / 송대관, 조은새, 김용임, 박구윤, 한수영, 정연순, 현숙, 장민호, 이순정, 이용
- 2017.06.25. 539회(여수 2부) / 김승현, 최한아름 / 박현빈, 지원이, 배일호, 민지, 진해성, 윤수현, 류기진, 김수찬, 최진희
- 2017.07.02. 540회(신안 1부) / 김승현, 송유라 / 김혜연, 류기진, 최서희, 박구윤, 오로라, 정정아, 이혜리, 정삼, 이효정, 김혜미, 현숙
- 2017.07.09. 541회(신안 2부) / 김승현, 송유라 / 김용임, 박우철, 조은새, 소명, 조승구, 윤수현, 쌍둥이, 금잔디, 지원이, 배일호
- 2017.07.16. 542회(대구 1부) / 김승현, 박규리 / 성진우, 박세빈, 정해진, 안수, 이청아, 지원이, 박규리, 태진아, 강민주, 진해성, 최유나, 정수라
- 2017.07.23. 543회(대구 2부) / 김승현, 박규리 / 강민, 추가열, 현숙, 한수영, 강승모, 김혜연, 조승구, 조정민, 조은새, 홍원빈, 최진희, 신유
- 2017.07.30. 544회(울산 1부) / 김승현, 설하윤 / 김용임, 장민호, 장태희, 쌍둥이, 서인아, 진해성, 강소리, 김장수, 현숙
- 2017.08.06. 545회(울산 2부) / 김승현, 설하윤 / 소명, 조정민, 소유미, 설하윤, 윤수현, 조승구, 조영구, 강진
- 2017.08.20. 546회(태안 1부) / 김승현, 연지후 / 조은새, 배일호, 정수빈, 현숙, 류기진, 오예중, 현철, 금잔디, 구창모
- 2017.08.27. 547회(태안 2부) / 김승현, 정해진 / 이순정, 송대관, 송가인, 소명, 강소리, 양용모, 이명훈(휘버스), 연지후, 강민, 설운도
- 2017.09.03. 548회(울산 1부) / 김승현, 설하윤 / 박상철, 박구윤, 윤수현, 설하윤, 조정민, 김양, 후니용이, 진성
- 2017.09.10. 549회(울산 2부) / 김승현, 설하윤 / 설하윤, 오승근, 금잔디, 미스터 팡, 쌍둥이, 윙크, 김혜연, 조승구, 성은, 신유
- 2017.09.17. 550회(상주 1부) / 허참, 윤수현 / 현숙, 아리아리, 추가열, 윤수현, 김혜연, 신정화, 배일호, 조승구, 나현재, 더나은, 박상철
- 2017.09.26. 551회(상주 2부) / 허참, 윤수현 / 정수라, 미현, 류기진, 조은성, 서지오, 박구윤, 최서희, 김준서, 임수정, 박주희, 신유
- 2017.10.01. 552회(천안 1부) / 김승현, 조은새 / 박주희, 김수찬, 민지, 배일호, 설하윤, 현철, 류기진, 박강성
- 2017.10.08. 553회(천안 2부) / 김승현, 설하윤 / 설운도, 조은새, 양용모, 현숙, 신유, 김수희, 이순정, 박상철
- 2017.10.15. 554회(구례 1부) / 박구윤, 정다희 / 조항조, 안다미, 최서희, 박구윤, 연지후, 주세훈, 서지오, 진성
- 2017.10.22. 555회(구례 2부) / 박구윤, 정다희 / 조승구, 조은새, 양용모, 이순정, 박우철, 금잔디, 김완준, 정연순, 강민, 최진희
- 2017.10.29. 556회(경산) / 김승현, 박규리 / 김용임, 양용모, 윤수현, 나연, 김국환, 박세빈, 류원정, 진해성, 장미, 김성태, 정정아, 남진
- 2017.11.05. 557회(목포 1부) / 조영구, 송유라 / 진성, 임지안, 박진도, 이효정, 김혜미, 김성태, 오로라, 김준영, 박주희, 태진아
- 2017.11.12. 558회(목포 2부) / 조영구, 송유라 / 김용임, 조승구, 현진우, 박구윤, 지원이, 윤수현, 최유나, 박상철, 남진
- 2017.11.19. 559회(청원 1부) / 김승현, 정해진 / 배일호, 지원이, 이찬, 정연순, 강수빈, 류기진, 김용임, 류계영, 태진아
- 2017.11.26. 560회(청원 2부) / 김승현, 정해진 / 현숙, 양용모, 문연주, 정해진, 조영구, 서지오, 진해성, 신유
- 2017.12.03. 561회(평창 1부) / 조영구, 조은새 / 박규리, 현숙, 박주희, 안계범, 홍원빈, 양용모, 진시몬, 조은새, 강민, 배일호
- 2017.12.10. 562회(평창 2부) / 조영구, 조은새 / 성진우, 조승구, 한수영, 장민호, 소명, 설하윤, 이청아, 박구윤, 박상철
- 2017.12.17. 563회(영천) / 허참, 박규리 / 홍실, 최성수, 권미, 이동준, 우연이, 류기진, 박규리, 도시아이들, 정난이, 서인아, 금잔디, 박현빈
- 2017.12.24. 564회(진주 1부) / 김승현, 조정민 / 박주희, 박구윤, 송가인, 김다나, 강민, 조정민, 장민호, 김용임, 박상철
- 2017.12.31. 565회(진주 2부) / 김승현, 조정민 / 추가열, 정해진, 우연이, 조은새, 현진우, 금잔디, 소명, 소유미, 한혜진, 배일호

### 2018년
- 2018.01.07. 566회(예천 1부) / 김승현, 소란 / 한혜진, 신유, 박태일, 이순정, 정일모, 나도경, 이동준, 문연주, 구나운, 우연이, 오승근
- 2018.01.14. 567회(예천 2부) / 김승현, 소란 / 박진도, 조은성, 최지현, 김태현, 삼순이, 강민주, 소명, 나현재, 금잔디, 더나은, 김양, 박상철
- 2018.01.21. 568회(광주 1부) / 김승현, 정다희 / 박기영, 헤이즈문, 신계행, 강민, 하남석, 주다인, 권선국, 금잔디, 조항조
- 2018.01.28. 569회(광주 2부) / 김승현, 정다희 / 조항조, 조은새, 양용모, 성민하, 안다미, 금잔디, 조승구, 강민, 제이영, 최진희
- 2018.02.04. 570회(기장 1부) / 현진우, 정해진 / 현숙, 박주희, 조승구, 추가열, 정해진, 미기, 배일호, 조정민, 전미경, 박구윤
- 2018.02.18. 571회(기장 2부) / 현진우, 정해진 / 조은새, 장민호, 안다미, 현진우, 박우철, 한수영, 정정아, 서지오, 정일송, 박상철
- 2018.02.25. 572회(부산 1부) / 현진우, 정해진 / 한혜진, 김용임, 조정민, 현진우, 박우철, 우연이, 현숙, 신유
- 2018.03.04. 573회(부산 2부) / 현진우, 정해진 / 오승근, 박주희, 김지민, 추가열, 정해진, 최예진, 박구윤, 미기, 이혜리, 진해성, 박상철
- 2018.03.11. 574회(영월 1부) / 조영구, 정해진 / 성은, 이상번, 연승희, 박주희, 후니용이, 박구윤, 정해진, 박일준, 진성
- 2018.03.18. 575회(영월 2부) / 조영구, 정해진 / 나미애, 조승구, 이순정, 류기진, 김수찬, 쌍둥이, 양용모, 조영구, 성진우, 최진희
- 2018.03.25. 576회(삼척 1부) / 조영구, 이순정 / 현숙, 박구윤, 배일호, 이제나, 김다나, 현진우, 조은새, 박상철
- 2018.04.01. 577회(삼척 2부) / 조영구, 이순정 / 송대관, 설하윤, 조승구, 이순정, 주세훈, 문연주, 신유
- 2018.04.08. 578회(목포 1부) / 조영구, 송유라 / 진성, 오로라, 소유미, 현진우, 나미애, 서정아, 성진우, 정정아, 조승구, 김용임
- 2018.04.15. 579회(목포 2부) / 조영구, 송유라 / 최진희, 소명, 김정호, 김양, 진시몬, 채희, 정연순, 이청아, 후니용이, 이혜리, 박상철
- 2018.04.22. 580회(통영 1부) / 현진우, 조정민 / 김혜연, 이동준, 조은새, 양용모, 나미애, 장민호, 현진우, 임수정, 박상철
- 2018.04.29. 581회(통영 2부) / 현진우, 조정민 / 현숙, 류기진, 이혜리, 소명, 서주경, 강문경, 조정민, 김양, 배일호
- 2018.05.06. 582회(안동 1부) / 조영구, 정해진 / 배일호, 박태일, 조승구, 문연주, 양용모, 김용임, 최진희
- 2018.05.13. 583회(안동 2부) / 조영구, 정해진 / 현숙, 성진우, 추가열, 정해진, 연지후, 더나은, 진시몬, 박상철
- 2018.05.20. 584회(안동 3부) / 조영구, 정해진 / 한혜진, 박구윤, 우연이, 최예진, 윤수현, 진해성, 김양, 진성
- 2018.05.27. 585회(아산 1부) / 조영구, 설하윤 / 배일호, 조은새, 김용임, 소명, 정해진, 정수빈, 류기진, 김나윤, 현숙, 오승근
- 2018.06.03. 586회(아산 2부) / 조영구, 정해진 / 현철, 설하윤, 강민, 박주희, 김수찬, 민지, 진시몬, 서지오, 장보윤, 윤수일
- 2018.06.10. 587회(고흥 1부) / 조영구, 최한아름 / 소명, 김정호, 레이디 티, 강문경, 윤수현, 민성아, 신아라, 영탁, 조은새, 하태웅, 이순정, 배일호
- 2018.06.17. 588회(고흥 2부) / 조영구, 최한아름 / 현숙, 김종석, 김유나, 진시몬, 이혜리, 금잔디, 영암, 요요미, 김용임
- 2018.07.01. 589회(포항 1부) / 서영석, 지원이 / 현숙, 최예진, 양용모, 김양, 정정아, 김수찬, 연지후, 진해성, 장보윤, 조은새, 박상철
- 2018.07.08. 590회(포항 2부) / 서영석, 지원이 / 배일호, 나미애, 오로라, 박구윤, 지원이, 성진우, 유미, 박주희, 조승구, 서지오, 소명
- 2018.07.15. 591회(대구 1부) / 조영구, 박규리 / 정정아, 김범룡, 이청아, 나연, 추가열, 김희진, 양혜승, 홍원빈, 박상철
- 2018.07.22. 592회(대구 2부) / 조영구, 박규리 / 진성, 김민교, 진해성, 박규리, 유하은, 서지오, 진시몬, 김용임
- 2018.07.29. 593회(담양 1부) / 현진우, 정다희 / 현숙, 박구윤, 설하윤, 김연숙, 진성, 박규리, 금잔디, 박상철
- 2018.08.05. 594회(담양 2부) / 현진우, 정다희 / 조항조, 이청아, 김완준, 김복희, 김지현, 정정아, 현진우, 임수정, 김서영, 조승구
- 2018.08.12. 595회(담양 3부) / 현진우, 정다희 / 최진희, 장민호, 양용모, 김민채, 주세훈, 강민, 성은, 정연순, 송대관
- 2018.08.19. 596회(강릉 1부) / 조영구, 이순정 / 박상철, 이순정, 더나은, 우연이, 조영구, 이선규, 조항조
- 2018.08.26. 597회(강릉 2부) / 조영구, 설하윤 / 김혜연, 설하윤, 진소리, 김양, 나상도, 문연주, 송대관
- 2018.09.02. 598회(강릉 3부) / 조영구, 조은새 / 임수정, 조은새, 주세훈, 김범룡, 양혜승, 임지훈
- 2018.09.09. 599회(대구 1부) / 조영구, 박규리 / 조항조, 나연, 방주연, 이진관, 이태루, 금잔디, 오예중, 태진아
- 2018.09.16. 600회(대구 2부) / 조영구, 박규리 / 임병수, 강민주, 김성수, 삼순이, 권미, 진화, 후니용이, 지원이
- 2018.09.23. 601회(충주 1부) / 조영구, 오명신 / 서지오, 이병철, 조은새, 양용모, 현진우, 홍실, 금잔디, 송대관
- 2018.09.30. 602회(충주 2부) / 조영구, 오명신 / 김범룡, 정연순, 강수빈, 진해성, 윤수일, 장보윤
- 2018.10.07. 603회(영광) / 현진우, 정다희 / 박상철, 안다미, 진성, 설하윤, 장민호, 금잔디, 강민, 현진우, 최진희
- 2018.10.14. 604회(천안 1부) / 조영구, 김지원 / 송대관, 김범룡, 김소유, 임단아, 이혜리, 소유찬, 현숙, 임채무, 오로라, 배일호
- 2018.10.21. 605회(천안 2부) / 조영구, 김지원 / 현철, 한혜진, 양용모, 금잔디, 이정옥, 강민, 정정아, 조은새, 김국환
- 2018.10.28. 606회(고흥 1부) / 조영구, 최한아름 / 서주경, 서인아, 정일송, 최유나, 강민, 민지, 조항조, 김다나, 진성
- 2018.11.04. 607회(고흥 2부) / 조영구, 최한아름 / 최진희, 조영구, 김수련, 하명지, 김범룡, 윤수현, 강민주, 양용모, 박현빈
- 2018.11.11. 608회(청송 1부) / 조영구, 윤수현 / 배일호, 삼순이, 류기진, 더나은, 석훈, 김태현, 주세훈, 윤수현, 최영철, 구나운, 윤태화, 김용임
- 2018.11.18. 609회(청송 2부) / 조영구, 윤수현 / 조항조, 영탁, 신정화, 장원택, 진시몬, 김민국, 나현재, 이병철, 박구윤, 김성환, 이애란
- 2018.11.25. 610회(광주) / 현진우, 정다희 / 오승근, 안다미, 박구윤, 유미, 김혜연, 김상배, 요요미, 정연순, 김범룡, 레이디 티, 정정아, 정수라
- 2018.12.02. 611회(목포 1부) / 조영구, 전소영 / 진성, 조정민, 진해성, 한혜진, 김준영, 지원이, 조승구, 윤수현, 박현빈
- 2018.12.09. 612회(목포 2부) / 조영구, 전소영 / 박구윤, 금잔디, 진시몬, 김혜연, 진시몬, 현진우, 최유나, 김용임, 박상철, 송대관
- 2018.12.16. 613회(통영 1부) / 현진우, 조은새 / 현숙, 박구윤, 문연주, 진정아, 강민, 조은새, 정정아, 배일호
- 2018.12.23. 2018 MBC 가요베스트 대제전 1부 / 조영구, 신지 / 현숙, 장보윤, 이병철, 이청아, 추가열, 도윤, 박혜신, 검지, 양용모, 최진희, 조항조
- 2018.12.31. 2018 MBC 가요베스트 대제전 2부 / 조영구, 신지 / 송대관, 김혜연, 진미령, 박구윤, 김양, 박상철, 김범룡, 설하윤, 나상도

### 2019년
- 2019.01.06. 614회(통영 2부, MBC경남) / 현진우, 조은새 / 서지오, 소명, 김정호, 김다나, 강문경, 민지, 현진우, 임수정, 김범룡
- 2019.01.13. 615회(평창 1부, 원주MBC) / 조영구, 정해진 / 현숙, 진시몬, 임수정, 최현상, 연지후, 진해성, 정해진, 양용모, 김상배
- 2019.01.20. 616회(평창 2부, 원주MBC) / 조영구, 정해진 / 안계범, 장민호, 정연순, 윤태화, 성진우, 소명, 김정호, 박세빈, 레이디 티, 김혜연, 배일호
- 2019.01.27. 617회(동해 1부, MBC강원영동) / 조영구, 신지 / 현숙, 신지, 진해성, 임채무, 나상도, 이선규, 문연주, 이용
- 2019.02.03. 618회(동해 2부, MBC강원영동) / 조영구, 신지 / 임병수, 최예진, 삼순이, 이애란, 조영구, 강혜연, 소명, 김정호, 노사연
- 2019.02.10. 619회(나주 1부, 광주MBC) / 조영구, 정다희 / 조항조, 한가빈, 장태희, 권선국, 김서영, 홍시, 양용모, 조은새, 연지후, 최진희
- 2019.02.17. 620회(나주 2부, 광주MBC) / 조영구, 정다희 / 오승근, 김소유, 박규리, 김양, 박구윤, 이청아, 금잔디, 주세훈, 요요미, 조승구
- 2019.02.24. 621회(영암 1부, 목포MBC) / 조영구, 전소영 / 하춘화, 신수아, 양용모, 김용임, 검지, 설하윤, 이청아, 하동진, 문연주, 김범룡
- 2019.03.03. 622회(영암 2부, 목포MBC) / 조영구, 전소영 / 진시몬, 장민호, 이혜리, 조승구, 진해성, 박남정, 정정아, 강남, 태진아
- 2019.03.10. 623회(율촌 1부, 여수MBC) / 조영구, 최한아름 / 김범룡, 설하수, 백장미, 성진우, 장태희, 윤쾌로, 정해진, 목비, 홍시, 진해성, 현숙
- 2019.03.17. 624회(율촌 2부, 여수MBC) / 조영구, 최한아름 / 소명, 김소유, 나미애, 추가열, 지원이, 강문경, 김혜연, 문연주, 강진
- 2019.03.24. 625회(경주 1부, 포항MBC) / 조영구, 박규리 / 이혜리, 성진우, 백미경, 민지, 명진, 안다미, 이동준, 윤희, 김양, 박상철
- 2019.03.31. 626회(경주 2부, 포항MBC) / 조영구, 박규리 / 서지오, 오로라, 진해성, 박주희, 강민, 박규리, 이청아, 연지후, 양용모, 지원이, 소명, 소유찬
- 2019.04.07. 627회(영월 1부, 원주MBC) / 조영구, 정해진 / 이상번, 김연숙, 양용모, 문연주, 최현상, 윤쾌로, 박일준, 정해진, 박주희, 박상철
- 2019.04.14. 628회(영월 2부, 원주MBC) / 조영구, 정해진 / 진성, 조은새, 나상도, 조정민, 장태희, 안혁, 진해성, 요요미, 장보윤, 윤수일
- 2019.04.21. 629회(삼척 1부, MBC강원영동) / 조영구, 신지 / 조항조, 김다나, 김혜연, 나상도, 나팔박, 진미령, 윤쾌로, 설하윤, 설운도
- 2019.04.28. 630회(삼척 2부, MBC강원영동) / 조영구, 신지 / 현숙, 설운도, 이채윤 강소리, 주세훈, 조승구, 조영구, 강혜연, 차수빈, 박혜신, 박상철
- 2019.05.05. 631회(영덕 1부, 포항MBC) / 조영구, 지원이 / 현숙, 이동준, 이청아, 이채윤, 명진, 박주희, 진소리, 박구윤, 민지, 이청아, 배일호
- 2019.05.12. 632회(영덕 2부, 포항MBC) / 조영구, 지원이 / 소명, 김정호, 오로라. 진아랑, 성진우, 최예진, 장보윤, 서지오, 정다한, 지원이, 유민지, 박상철
- 2019.05.19. 633회(대구 1부, 대구MBC) / 이동훈, 박규리 / 문연주, 예준이, 윤태화, 이채윤, 박규리, 나진기, 최규식, 성은, 이동준, 윤시내
- 2019.05.26. 634회(대구 2부, 대구MBC) / 이동훈, 박규리 / 양용모, 박세빈, 나미애, 임채무, 장보윤, 요요미, 김상배, 이청아, 문희옥, 박서진
- 2019.06.02. 635회(태안 1부, 대전MBC) / 조영구, 신지 / 태진아, 강남, 이채윤, 박구윤, 이혜리, 명진, 문연주, 진성, 지원이, 오승근
- 2019.06.09. 636회(태안 2부, 대전MBC) / 조영구, 신지 / 설운도, 금잔디, 이동준, 김수희, 조정민, 윤태규, 요요미, 류정현, 조승구, 조은새, 박상철
- 2019.06.16. 637회(영양 1부, 안동MBC) / 조영구, 정해진 / 배일호, 이혜리, 문연주, 조은성, 오로라, 소명, 김정호, 정해진, 현자, 서지오, 박상철
- 2019.06.23. 638회(영양 2부, 안동MBC) / 조영구, 정해진 / 김용임, 현숙, 이상번, 장현주, 별사랑, 지원이, 양용모, 정다한, 박구윤, 조은새, 금잔디
- 2019.07.07. 639회(영동 1부, MBC충북) / 조영구, 조정민 / 서지오, 유지나, 최완수, 강진, 정연순, 임수정, 이병철, 손민채, 문희옥, 설운도
- 2019.07.14. 640회(영동 2부, MBC충북) / 조영구, 조정민 / 정수라, 문연주, 양용모, 박주희, 조정민, 임찬, 윤쾌로, 김혜연, 배일호
- 2019.07.21. 641회(양산 1부, 부산MBC) / 조영구, 정해진 / 배일호, 조은새, 강남, 조영구, 송유경, 양지원, 홍실, 현숙, 태진아
- 2019.07.28. 642회(양산 2부, 부산MBC) / 조영구, 정해진 / 소명, 김정호, 지원이, 설하윤, 임채무, 김다나, 최수혁, 차수빈, 정해진, 김양, 조승구, 한혜진
- 2019.08.04. 643회(부산 1부, 부산MBC) / 김동현, 조정민 / 김혜연, 진시몬, 박구윤, 한담희, 한영주, 양용모, 정연순, 연지후, 진해성, 이동준, 최진희
- 2019.08.11. 644회(부산 2부, 부산MBC) / 김동현, 조정민 / 강진, 최예진, 이청아, 명진, 윤희, 조정민, 정다한, 현숙, 최완수, 정해진, 설운도
- 2019.08.18. 645회(진천 1부, MBC충북) / 조영구, 조정민 / 송대관, 추가열, 조영구, 요요미, 김성태, 진해성, 강수빈, 박상철, 남진
- 2019.08.25. 646회(진천 2부, MBC충북) / 조영구, 조정민 / 현숙, 이혜진, 진성, 김용임, 조정민, 박구윤, 조항조, 최진희
- 2019.09.01. 647회(순천 1부, 여수MBC) / 조영구, 최한아름 / 김용임, 차오름, 김덕건, 우연이, 진해성, 한담희, 김수련, 정정아, 조항조
- 2019.09.08. 648회(순천 2부, 여수MBC) / 조영구, 최한아름 / 배일호, 풍금, 차은성, 김장수, 정연순, 진시몬, 금잔디, 최대성, 서지오, 김장환
- 2019.09.15. 649회(진도, 목포MBC) / 조영구, 전소영 / 김용임, 이혜리, 차오름, 김다나, 오로라, 김수련, 진해성, 이채윤, 조영구, 이창휘, 진시몬, 소명, 진성, 송가인
- 2019.09.22. 650회(대구 1부, 대구MBC) / 조영구, 박규리 / 김성환, 나연, 정다한, 조은성, 정정아, 김성기, 유민지, 진해성, 윤태화, 김혜연
- 2019.09.29. 651회(대구 2부, 대구MBC) / 조영구, 박규리 / 나상도, 진미령, 이채윤, 김홍, 박세빈, 동후, 조정민, 이동준, 신지, 설운도
- 2019.10.06. 652회(진해, MBC경남) / 조영구, 설하윤 / 김용임, 우연이, 차오름, 요요미, 금잔디, 나미애, 이동하, 설하윤, 민지, 소명, 김정호, 조항조, 김연자
- 2019.10.13. 653회(산청, 대구MBC) / 조영구, 조정민 / 오승근, 나미애, 정다한, 장은숙, 황태산, 연지후, 영민, 정연순, 조영구, 소명, 김정호, 박구윤, 조정민, 최진희
- 2019.10.20. 654회(광주 1부, 광주MBC) / 조영구, 정다희 / 조승구, 김수련, 요요미, 나팔박, 김서영, 김동규, 윤쾌로, 강민, 김다나, 최진희
- 2019.10.27. 655회(광주 2부, 광주MBC) / 조영구, 정다희 / 진성, 양용모, 윤정태, 이청아, 현진우, 김소유, 장민호, 정다한, 송가인
- 2019.11.02. 656회(평창 1부, 원주MBC) / 조영구, 조정민 / 강진, 윤쾌로, 박주희, 소명, 김정호, 조정민, 주세훈, 미자, 문희옥, 차현, 양용모, 진성
- 2019.11.09. 657회(평창 2부, 원주MBC) / 조영구, 조정민 / 박구윤, 신수아, 박일준, 진시몬, 조영구, 정다한, 장민호, 허민영, 최현상, 박상철
- 2019.11.16. 658회(나주 1부, 광주MBC) / 조영구, 정다희 / 현숙, 양용모, 도민, 요요미, 김다나, 정다한, 도윤, 성은, 김상배
- 2019.11.23. 659회(나주 2부, 광주MBC) / 조영구, 정다희 / 정정아, 이청아, 현진우, 마이진, 정연순, 강민, 장민호, 정수라, 남진
- 2019.11.30. 660회(목포, 목포MBC) / 조영구, 윤수현 / 최유나, 정정아, 윤수현, 이채윤, 박현빈, 배일호, 류기진, 현숙, 김범룡, 금잔디, 진시몬, 현진우, 박상철
- 2019.12.07. 661회(기장 1부, 부산MBC) / 조영구, 윤희 / 성진우, 설하윤, 차수빈, 김다나, 민희, 양용모, 윤희, 김태희, 김혜연, 조영구, 소명, 김정호, 문희옥, 설운도
- 2019.12.14. 662회(기장 2부, 부산MBC) / 조영구, 윤희 / 강민, 박구윤, 최예진, 조승구, 조정민, 한담희, 장민호, 김양, 박주희, 진해성, 우연이, 이동준, 박상철
- 2019.12.21. 663회(부산 1부, 부산MBC) / 김동현, 정해진 / 진해성, 나미애, 강예슬, 장민호, 정해진, 최현상, 홍실, 김주아, 조은성, 박구윤, 유지나, 서지오
- 2019.12.28. 664회(부산 2부, 부산MBC) / 김동현, 정해진 / 김기하, 손영희, 정정아, 정다한, 홍준보, 도윤, 장서영, 한담희, 동후, 조정민, 소명, 김정호, 윤항기

### 2020년
- 2020.01.05. 665회(청송 1부, 안동MBC) / 조영구, 정해진 / 김용임, 정다한, 서지오, 현진우, 정해진, 이청아, 연지후, 나팔박, 금잔디, 이채윤, 이동준, 박상철
- 2020.01.12. 666회(청송 2부, 안동MBC) / 조영구, 정해진 / 현숙, 영탁, 김양, 김정연, 윤쾌로, 정정아, 한혜진, 조영구, 태윤, 박구윤, 강예슬, 진해성, 배일호
- 2020.01.19. 667회(순천 1부, 여수MBC) / 조영구, 최한아름 / 김용임, 정다한, 서지오, 박구윤, 요요미, 소명, 김정호, 김희진, 박상철, 박혜신, 주현미
- 2020.01.26. 668회(순천 2부, 여수MBC) / 조영구, 최한아름 / 배일호, 마이진, 장민호, 소유미, 해수, 김범룡, 나미애, 강민주, 유산슬(유재석), 진성, 장윤정
- 2020.02.02. 669회(해남, 목포MBC) / 조영구, 소유미 / 금잔디, 문연주, 최현상, 소유미, 서정아, 진성, 박남정, 장민호, 홍자, 진시몬, 목비, 소명, 김정호
- 2020.02.09. 670회(벌교 1부, 여수MBC) / 정다한, 정다희 / 김소유, 정미애, 마이진, 안다미, 이채윤, 진해성, 조은성, 정다한, 남진
- 2020.02.16. 671회(벌교 2부, 여수MBC) / 후니용이, 정다희 / 현숙, 김수련, 차오름, 후니용이, 요요미, 김성태, 문연주, 연지후, 진성
- 2020.02.23. 672회(삼척 1부, MBC강원영동) / 조영구, 김다나 / 배일호, 정수빈, 나상도, 박혜신, 김다나, 나팔박, 진미령, 양용모, 김완준, 조항조
- 2020.03.01. 673회(삼척 2부, MBC강원영동) / 조영구, 김다나 / 오승근, 이채윤, 강혜연, 최상, 정정아, 김혜연, 조영구, 장보윤, 윤수일
- 2020.03.08. 674회(영월 1부, 원주MBC) / 조영구, 조정민 / 조승구, 설하윤, 박주희, 김기하, 양용모, 이상번, 소유미, 허민영, 현숙
- 2020.03.15. 675회(영월 2부, 원주MBC) / 조영구, 조정민 / 배일호, 요요미, 김송, 류기진, 이채윤, 최현상, 김다나, 조영구, 진해성, 김범룡

```
코로나19로 인해 2020년 3월 22일부터 한동안 지역별로 가요베스트 스페셜 혹은 재방송이 편성되거나, 다른 프로그램의 본방송 혹은 재방송이 편성되었다.
```

- 2020.09.27. 676회(난영 가요제 특집, 목포MBC) / 조영구, 윤수현 / 신유, 김경민, 윤수현, 안성훈, 한혜진, 고일석, 박구윤, 장하온, 진시몬, 김용임, 송대관
- 2020.11.22. 677회(담양 드라이브 인 콘서트 1부, 광주MBC) / 박구윤, 정다희 / 조승구, 미스터T, 정연순, 최서희, 신세령, 양용모, 현진우, 이청아, 김지유, 강민, 혜은이
- 2020.11.29. 678회(담양 드라이브 인 콘서트 2부, 광주MBC) / 박구윤, 정다희 / 최진희, 이병철, 마이진, 정다한, 두리공주, 박구윤, 김유선, 이채윤, 요요미, 나팔박, 이용

### 2022년
- 2022.05.29. 679회(영양 1부, 안동MBC) / 조영구, 지원이 / 배일호, 윤태화, 박구윤, 나영, 최예진, 안성준, 신수아, 더 블레스, 진시몬&유민지, 권정화, 손빈아, 박서진
- 2022.06.05. 680회(영양 2부, 안동MBC) / 조영구, 지원이 / 현숙, 하이량, 류지광, 지원이, 이소나, 서지오, 류원정, 이부영, 김다현, 최우진, 김범룡
- 2022.06.12. 681회(기장 1부, 부산MBC) / 조영구, 조정민 / 박구윤, 배진아, 지원이, 설하수, 조영구, 이소나, 이도진, 이동준, 장민호
- 2022.06.19. 682회(기장 2부, 부산MBC) / 조영구, 조정민 / 강진, 설하윤, 김다나, 조정민, 나영, 한혜진, 신유, 김연자
- 2022.06.26. 683회(신안, 목포MBC) / 조영구, 허연주 / 김용임, 채윤, 조승구, 하이량, 박주희, 김성태, 이소나, 소명, 윤서령, 박상철, 남진

## 2023년
- 2023.01.15. 694회(청송) / 조영구, 하이량 / 서지오, 현숙, 원플러스원(이병철*김민교), 배일호, 양지원, 한혜진, 유민지, 반가희, 신미래, 진시몬, 최지현

## 녹화 일정
2019년
- 2019.01.03. 강원도 영월군 편 - 2019 신년특집 (2회분)
- 2019.02.15. 강원도 삼척시 편 - 2019 삼척 대보름제 축하공연 (2회분)
- 2019.03.21. 경상북도 영덕군 편 - 2019 영덕 대게 축제 축하공연 (2회분)
- 2019.03.31. 대구광역시 동구 편 - 2019 구민화합 어울림 한마당 축하공연 (2회분)
- 2019.04.30. 충청남도 태안군 편 - 태안복군 30주년 기념 축하공연 (2회분)
- 2019.05.02. 경상북도 영양군 편 - 제15회 영양 산나물 축제 축하공연 (2회분)
- 2019.05.03. 충청북도 영동군 편 - 2019 영동군민 화합의 한마당 축하공연 (2회분)
- 2019.05.11. 경상남도 양산시 편 - 2019 양산 웅상 회야제 축하공연 (2회분)
- 2019.06.08. 부산광역시 동구 편 - 부산MBC 창사 60주년 기념 부산 북항 문화 콘서트 (2회분)
- 2019.06.28. 충청북도 진천군 편 - 덕산읍 승격 기념행사 (2회분)
- 2019.08.03. 전라남도 순천시 편 - 제16회 순천 명품 월등복숭아 체험행사 개막 축하공연 (2회분)
- 2019.08.14. 전라남도 진도군 편 - 제15회 전라남도 농업경영인대회 축하공연 (1회분)
- 2019.08.24. 대구광역시 달성군 편 - 2019 달성음악회 (2회분)
- 2019.09.20. 경상남도 창원시 진해구 편 - 2019 진해만 싱싱 수산물 축제 축하공연 (1회분)
- 2019.09.28. 경상남도 산청군 편 - 제19회 산청 한방 약초 축제 (1회분)
- 2019.10.03. 광주광역시 동구 편 - 2019 추억의 충장축제 (2회분)
- 2019.10.07. 강원도 평창군 편 - 제42회 평창 노산 문화제 및 제37회 군민의 날 축하공연 (2회분)
- 2019.10.11. 전라남도 나주시 편 - 2019 대한민국 마한 문화제 축하공연 (2회분)
- 2019.10.12. 전라남도 목포시 편 - 2019 난영가요제 (1회분)
- 2019.10.13. 부산광역시 기장군 편 - 제15회 차성 문화제 (2회분)
- 2019.10.19. 부산광역시 부산진구 편 - 부산 주원초등학교 (2회분)
- 2019.10.31. 경상북도 청송군 편 - 제15회 청송 사과 축제 축하공연 (2회분)
- 2019.11.01. 전라남도 해남군 편 - 제1회 해남 미남 축제 축하공연 (1회분)
- 2019.11.01. 전라남도 보성군 편 - 제18회 벌교 꼬막 축제 축하공연 (2회분)
- 2019.11.09. 강원도 삼척시 편 - 삼척시민과 함께하는 MBC 가요베스트 (2회분)
- 2019.11.28. 전라남도 순천시 편 - 2019 순천 방문의 해 축하공연 (2회분)

2020년
- 2020.01.08. 강원도 영월군 편 - 2020 신년특집 (2회분)

2022년
- 2022.05.12. 경상북도 영양군 편 - 제17회 영양 산나물 축제 축하공연 (2회분)
- 2022.05.28. 부산광역시 기장군 편 - 2030 부산 월드 엑스포 유치 기원 (2회분)
- 2022.06.18. 전라남도 신안군 편 - 씨원 리조트 개관 축하공연 (1회분)

## 전속 악단
- 전경호 악단 (2006년 5월 14일 ~ 2020년 3월 15일)[3]
- 차형재 악단 (2020년 1월 19일 ~ 2020년 1월 26일, 2020년 9월 27일 ~ 현재)[4]

## 전속 코러스
- 더 코러스 # (2006년 5월 14일 ~ 현재)[5]

## 전속 무용단
- 유리 무용단 (2006년 5월 14일 ~ 2020년 9월 27일)
- 앨리스 무용단 (2020년 11월 22일 ~ 2020년 11월 29일)
- 이카루스 무용단 (2022년 5월 29일 ~ 현재)

## 경쟁 프로그램
- 전국 TOP 10 가요쇼